# 尹吉甫镇
尹吉甫镇是中华人民共和国湖北省十堰市房县下辖的一个镇。得名于西周大臣尹吉甫。
2012年，湖北省民政厅批复同意撤销榔囗乡，设立尹吉甫镇。

## 行政区划
尹吉甫镇下辖以下村级行政区划单位：
榔口村、沈家湾村、榔峪村、玉堤店村、双湾村、齐心沟村、珠藏洞村和唐家沟村。